# Davo Karničar
Davorin "Davo" Karničar (Zgornje Jezersko, 1962. október 26. – Zgornje Jezersko, 2019. szeptember 16.) szlovén hegymászó, extrémsportoló. 

## Élete
Aktív hegyi síelőként a jugoszláv nemzeti hegyi sícsapat tagja volt 1975 és 1982 között. 1980-tól számos hegycsúcsot hódított meg. 1989-ben megmászta a Nanga Parbatot, a világ kilencedik, 1993-ban pedig a K2-t, a világ második legmagasabb hegycsúcsát. 1995-ben a világon elsőként testvérével együtt lesíelt a Közép-Nepálban található Annapurnáról, egy évvel később pedig a tibeti Sisapangma csúcsáról.
2010-ig több mint 1500 csúcsot mászott meg vagy síelt le onnan. 2006-ban a világon az elsőként sítalpakon leereszkedett mind a hét kontinens legmagasabb hegycsúcsáról.
2000. október 7-én, 38 éves korában a világon elsőként lesíelt a világ legmagasabb pontjának számító Mount Everest csúcsáról.
2019. szeptember 16-án, 56 éves korában hunyt el, miután baleset érte fakivágás közben.
A hét kontinens legmagasabb hegycsúcsai:
- Mount Everest (8848 m), 2000. október 7.
- Kilimandzsáró (5895 m), 2001 novembere
- Elbrusz (5642 m), 2002 májusa
- Aconcagua (6960 m), 2003 januárja
- Mount Kosciuszko (2228 m), 2003 augusztusa
- Denali (6194 m) 2004 júniusa
- Vinson Massif (4897 m), 2006. november 11.

További jelentős csúcsok közül az Eiger északkeleti részét, a svájci Matterhorn keleti részét, és az Alpok legmagasabb csúcsát mászta meg. 2001 februárjában ő vezette a nepáli gyermekek első síiskoláját a Nepálban található Khumbu gleccseren.